# Modriach
Modriach är en ort i kommunen Edelschrott i distriktet Voitsberg  i förbundslandet Steiermark i Österrike. Modriach var tidigare en självständig kommun, men blev den 1 januari 2015 en del av kommunen Edelschrott. 